# サプライサイド経済学
サプライサイド経済学（サプライサイドけいざいがく、英: Supply-side economics、SSE）は、マクロ経済学の一派で、供給側（=サプライサイド）の活動に着目し、「供給力を強化することで経済成長を達成できる」と主張する一派のことである。ジュード・ワニスキーによって命名された。
ただし、この主張が成り立つ為には生産したものが全て需要されるという非現実的なセイの法則が成り立つ必要がある。この学派に対しては、大部分の経済学者から理論の正当性などに関する強い疑問が呈されている。

## 目的
マクロの経済活動は総需要と総供給の均衡によって決まり、ケインジアンはそのうちの総需要を増やすことを志向するのに対し、サプライサイド経済学においては総供給側に着目する。
すなわち総需要曲線と総供給曲線の交点において国民所得と物価水準が決定されるが、
- 所与条件一定の下で総供給曲線を右側にシフトさせると、国民所得が増加し、物価水準が低下する。
- 所与条件一定の下で総需要曲線を右側にシフトさせると、国民所得が増加し、物価水準が上昇する。

このうち、前者がサプライサイド経済学のねらいである。

## 政策
総供給曲線の右側シフト（供給力強化）のため、次のような政策をとる。
- 民間投資を活性化させるような企業減税
- 貯蓄を増加させ民間投資を活性化させるような家計減税
- 民間投資を阻害したり非効率な経済活動を強いたりする規制の、緩和・撤廃（規制緩和）
- 財政投資から民間投資へのシフトを目的にした「小さな政府」化

このような政策の結果として、潜在成長率が高まれば政策は成功とみなされる。

## 歴史
アメリカでは、1970年代の政策迷走の時代を経て、「強いアメリカの復活」を標榜するレーガン政権が誕生し、経済再生策として、サプライサイド経済学に大きく傾倒したレーガノミクスといわれる一連の政策を発表した。後に第41代アメリカ合衆国大統領となったジョージ・H・W・ブッシュは、1980年の共和党予備選において、レーガノミクスを批判するなか、サプライサイド経済学を「ブードゥー経済学」と揶揄した。
アメリカ経済は1983年に戦後最悪の不景気を脱出したが、現在ではその復活は、ケインズ的な減税とマネタリスト的な金融緩和によるポリシーミックス政策による消費の拡大が要因であり、レーガノミクスの成果ではなかったとされる。実際、1980年代の実質民間投資の伸びは1970年代の伸びを大きく下回っている。この間、短期的利益を追求する資本家(ヘッジファンド、時価会計)が利益を投資に振り向けなかったので、政策のねらいとは裏腹に供給力の増大は起こらなかった。また、イラン・イラク戦争やアフガン戦争のための軍事費が増大したため、サプライサイド政策の実施としても中途半端なものであった。その結果、アメリカ経済は慢性的な財政赤字及び経常収支赤字の二つの赤字、いわゆる双子の赤字に陥ることとなった。
アメリカ経済は1990年代に、低い物価上昇と高めの実質成長を達成し、1998年には財政黒字へ転換した。しかし、これらは、グリーンスパンによるFRBの低金利政策と、クリントン政権の財政再建によるものであり、サプライサイド政策とは無関係である。サプライサイダーたちは、1990年代以降のインフレなき経済成長を、サプライサイド政策の成果と主張しているが、ほとんどの経済学者から支持は得られていない。
1990年代以降、アメリカの経常収支はほぼ一貫して赤字の拡大を続けており、また、財政収支も、ジョージ・W・ブッシュ政権の富裕層減税や戦費負担により、2002年には再び赤字に転落した。

## 新古典派経済学との関係
経済学者の小野善康は、リアルビジネスサイクル理論を典型として、アメリカの新古典派経済学の理論構造は、供給制約を成長の基本的制約としており、思想的にサプライサイド経済学であるともいえるという。

## 学者の評価
経済学者の野口旭、田中秀臣は「サプライサイド経済学は、経済学と言えたかどうか疑わしいが、少なくとも過度なケインズ政策の弊害が明らかであった1980年代のアメリカ・イギリスの下では、一定の存在根拠があった」と指摘している。
森永卓郎は「サプライサイド経済学は、『弱者を淘汰していけば、強者がさらに強くなり供給力が拡大する』とは言ってはいない」と指摘している。

## 主なサプライサイダー
- ジュード・ワニスキー（ジャーナリスト）
- ロバート・マンデル（経済学者）
- グレン・ハバード（経済学者）
- ロバート・バートレー（ウォール・ストリート・ジャーナル論説欄担当）
- アーサー・ラッファー（経済学者）
- アーヴィング・クリストル（ジャーナリスト）
- ジョージ・ギルダー（ジャーナリスト）
- スティーブン・ムーア（経済学者）
- ラリー・クドロー（経済評論家）